# Martha List
Martha List (* 30. Juni 1908 in Schwetzingen; † 20. März 1992 in München) war eine deutsche Wissenschaftshistorikerin.

## Leben
Martha List wuchs in Darmstadt auf, begann später ein philologisches und ein juristisches Studium, die sie jedoch nicht abschloss.

## Werk
1935 stieß sie zur von Walther von Dyck neu gegründeten Kommission bei der Bayerischen Akademie der Wissenschaften, die unter Leitung von Max Caspar und später Franz Hammer eine vollständige Neuausgabe der Werke des Astronomen Johannes Kepler vorbereitete, die diejenige Christian von Frischs aus dem 19. Jahrhundert ablösen sollte. Für dieses Unternehmen wurde List als Assistentin tätig; ihre Arbeiten betrafen die archivarische und bibliographische Erschließung der Materialien, die Transkription der Kepler-Korrespondenz und die Vorbereitung der Druckvorlagen, zuerst in München, dann in Weil der Stadt, dann wieder in München bei Walther Gerlach. Von der 26-bändigen Edition Keplers Werke bearbeitete sie nach Hammers Tod selbständig folgenden Band (beim Beck-Verlag in München):
- Band 19: Dokumente zu Leben und Werk (1975).

Seit 1950 trat sie mit eigenen Arbeiten zu Keplers Leben und Werk hervor, für die sie 1978 mit der Ehrendoktorwürde der Universität Wien geehrt wurde.

## Schriften
(in Auswahl; Autorin oder Herausgeberin, soweit nicht anders angegeben)
- Der handschriftliche Nachlaß der Astronomen Johannes Kepler und Tycho Brahe. Deutsche Geodätische Kommission bei der Bayerischen Akademie der Wissenschaften. Reihe E: Geschichte und Entwicklung der Geodäsie, Heft 2. Bayerische Akademie der Wissenschaften, München, 1961

- Walther Gerlach, Martha List: Johannes Kepler. Führer durch sein Geburtshaus in Weil der Stadt. Kepler-Gesellschaft, Weil der Stadt, 1966

- Johannes Kepler im Verkehr mit seinen Druckern, dargestellt vor dem Hintergrund der Druckgeschichte seiner Bücher.  in: Imprimatur. Ein Jahrbuch für Bücherfreunde. Neue Folge, 4 (1969), S. 69–83

- Keplers Nachlass – Geschichte und Auswertung.  in: Deutsches Museum Abhandlungen und Berichte, 39 (1971), Heft 1: Johannes Kepler zur 400. Wiederkehr seines Geburtstages, S. 16–24

- Walther Gerlach, Martha List: Johannes Kepler 1571 Weil der Stadt – 1630 Regensburg. Dokumente zu Lebenszeit und Lebenswerk.  Ehrenwirth, München, 1971

- Kepler und die Gegenreformation.  in: Kepler Festschrift 1971. Zur Erinnerung an seinen Geburtstag vor 400 Jahren. Acta Albertina Ratisbonensia, Bd. 32. Naturwissenschaftlicher Verein Regensburg, 1971, S. 45–63

- Das Wallenstein-Horoskop von Johannes Kepler.  in: Johannes Kepler. Werk und Leistung. Ausstellung im Steinernen Saal des Linzer Landhauses 19. Juni bis 29. August 1971. Kataloge des Oberösterreichischen Landesmuseums, Bd. 74. Kataloge des Stadtmuseums Linz, Bd. 9. Gutenberg, Linz, 1971, S. 127–136

- Johannes Kepler, Christ in schwerer Zeit.  in: Haase, Rudolf (Hrsg.): Kepler-Symposion. Zu Johannes Keplers 350. Todestag. 25.–28. September 1980 im Rahmen des Internationalen Brucknerfestes '80 Linz. Bericht. Linzer Veranstaltungsgesellschaft, Linz, 1981, S. 99–105

- Walther Gerlach, Martha List: Johannes Kepler. Der Begründer der modernen Astronomie. (Serie Piper, Bd. 5248). Piper, München, 1987, 3. A.

- Max Caspar, Martha List; Jürgen Hamel (Hrsg.): Bibliographia Kepleriana. Verzeichnis der gedruckten Schriften von und über Johannes Kepler. 2 Bde. Beck, München, 1971, 2. A., und 1998